# Model Motor Company
Model Motor Company war ein US-amerikanischer Hersteller von Automobilen.

## Unternehmensgeschichte
Das Unternehmen wurde am 3. April 1914 in Los Angeles in Kalifornien gegründet. G. L. Kennedy war Präsident. 1915 begann die Produktion von Automobilen. Der Markenname lautete Kennedy. Nach dem Eintritt der USA in den Ersten Weltkrieg wurde das Material knapp, und 1917 endete die Produktion.

## Fahrzeuge
Das einzige Modell war ein kleines Fahrzeug. Es hatte einen Vierzylindermotor. Der Wasserkühler war hinter dem Motor montiert, ähnlich den damaligen Modellen von Renault wie z. B. dem Renault Type EK. Der Radstand war relativ kurz. Einziger Aufbau war ein Coupé.